# Limljani
Limljani (cyr. Лимљани) – wieś w Czarnogórze, w gminie Bar. W 2011 roku liczyła 91 mieszkańców.